# رافائل وینیولی
رافائل وینولی (به اسپانیایی: Rafael Viñoly) (زادهٔ اول ژوئن ۱۹۴۴ - درگذشتهٔ ٢ مارس ۲۰٢٣) معمار پرآوازه اهل اوروگوئه بود.
از آثار مشهور وی می‌توان دانشکده مدیریت دانشگاه شیکاگو و مجتمع ۲۰ خیابان فنچورچ را نام برد.
وینولی مقیم و ساکن آمریکا بود.

## آثار
- ویدارا